# Bildsensorkalibrierung
Bildsensorkalibrierung ist ein oftmals zweistufiger Korrekturprozess des Rohbildes eines Bildsensors mit Hilfe eines Weißbildes und eines Dunkelbildes.

## Dunkelbild
Ein Dunkelbild (engl. Darkframe, auch Darkfield) ist eine Aufnahme mit einer abgedeckten CCD- oder CMOS-Kamera bei gleicher Belichtungszeit und Betriebstemperatur wie das Rohbild. Es dient besonders bei Langzeitaufnahmen (z. B. in der Astrofotografie) dazu, zuerst das aus dem Dunkelstrom hervorgegangene Bildrauschen zu entfernen. Dazu wird das Dunkelbild vom Rohbild abgezogen (Dunkelbild- oder Dark-Frame-Korrektur).
Die einzelnen Pixel reagieren unterschiedlich stark auf Temperatureinflüsse, das heißt, dass für eine bestimmte CCD-Temperatur jedes Pixel einen anderen Strom für Schwarz erzeugt. Für ein bestimmtes Pixel schwankt der Dunkelstrom um einen konstanten Wert, so dass eine Korrektur möglich ist. Pixel mit besonders hohem Dunkelstrom, die somit hell auf dem Bild erscheinen, werden Hotpixel genannt.
In wissenschaftlichen Anwendungen wie bspw. der Spektroskopie ist die Dunkelstromkorrektur oftmals notwendig, um die Nachweisgrenzen für Stoffe zu minimieren. Insbesondere für Verfahren wie DOAS ist die Dunkelstromkorrektur oft zwingend notwendig, da die 'Dunkelstromspektren' oft starke differentielle Strukturen aufweisen, die die Messergebnisse merklich verfälschen können. Auch in der Astronomie ist dieses Vorgehen üblich.

## Weißbild
Um Helligkeitsunterschiede im Bild, die auf Verunreinigungen auf dem Sensor (Staub), ungleichmäßige Empfindlichkeit der Pixel, oder die verwendete Optik (Vignettierung, Reflexe) zurückgehen, ausgleichen zu können, wird das Weißbild aufgenommen, indem das Instrument auf eine gleichmäßig erhellte Fläche ausgerichtet wird.
Das Rohbild (von dem das Dunkelbild schon abgezogen wurde) wird durch das Weißbild dividiert (Weißbild- oder Flat-Field-Korrektur) und mit dem Mittelwert des Weißbilds multipliziert.
Wenn beispielsweise ein Pixel des Chips durch Staub zu 50 % abgedeckt wird, ist die dort gemessene Intensität sowohl beim Bild des aufgenommenen Objekts als auch beim Weißbild reduziert. Durch die Division durch den kleinen Helligkeitswert im Weißbild wird der Helligkeitswert im Bild des Objekts auf jenen Wert angehoben, den er ohne Staub hätte.

## Beispiel
Die Bilder zeigen die Kalibrierung am Beispiel einer astronomischen Aufnahme:
- Das Rohbild zeigt zahlreiche „hot pixels“, die zu einem stark verrauschten Bild führen. Lichtschwache Sterne gehen in diesem Rauschen verloren. Dunkle Flecken im Rohbild rühren von Staub in der CCD-Kamera her.
- Das Dunkelbild wurde bei gleicher Belichtungszeit und Betriebstemperatur wie das Rohbild, allerdings bei geschlossenem Kameraverschluss, aufgenommen. Es erfasst somit den während der entsprechenden Belichtungszeit aufgelaufenen Dunkelstrom.
- Das Weißbild wurde aufgenommen, während das Instrument auf eine gleichmäßig erhellte Fläche ausgerichtet war. Es erfasst Unregelmäßigkeiten in der Ausleuchtung des Bildes (zum Beispiel durch Staub) und in der Empfindlichkeit der einzelnen Pixel.
- Im kalibrierten Bild sind diese Defekte behoben. Auch lichtschwache Sterne sind hier erkennbar. Das kalibrierte Bild kann zur quantitativen Analyse, beispielsweise zur Messung der scheinbaren Helligkeit der Sterne, herangezogen werden. Ohne die Kalibrierung würde eine derartige Messung zu verfälschten Messwerten führen.

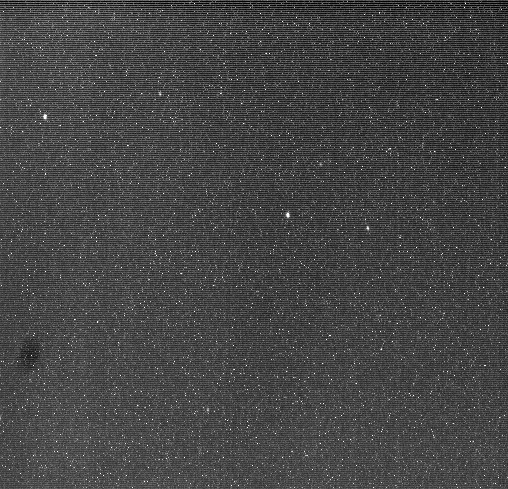
Rohbild
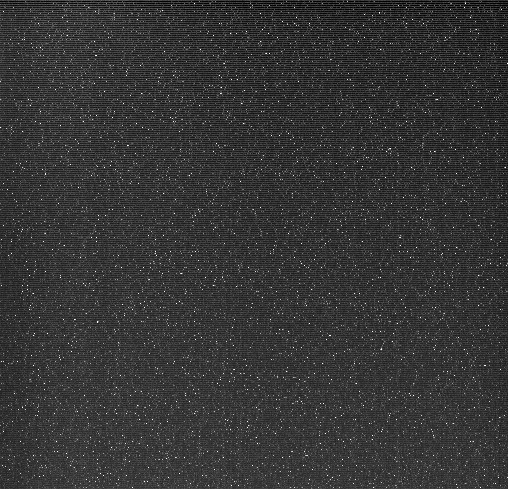
Dunkelbild
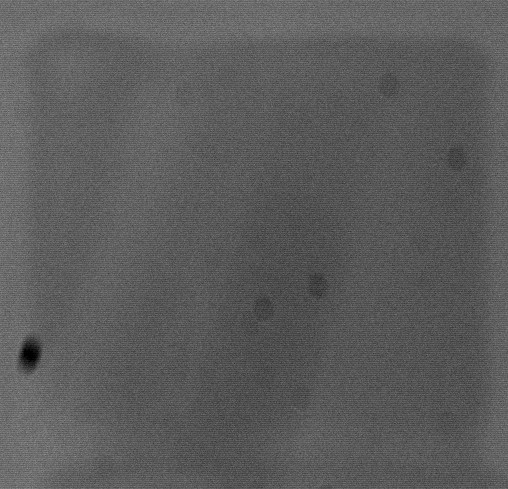
Weißbild
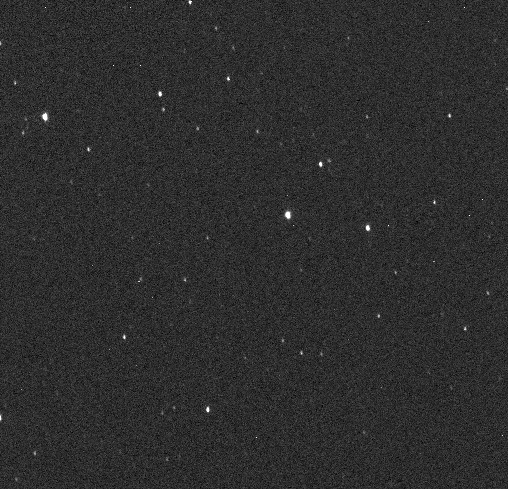
Kalibriertes Bild